# Голубецька сільська рада
| Голубецька сільська рада — орган місцевого самоврядування у Крижопільському районі Вінницької області з адміністративним центром у с. Голубече. Сільській раді підпорядковані населені пункти: - с. Голубече - с. Красне - с. Княжа Криниця - с. Сонячне |

## Склад ради
Рада складається з 16 депутатів та голови.

## Керівний склад сільської ради
| ПІБ                             | Основні відомості                                                         | Дата обрання | Дата звільнення |
| ------------------------------- | ------------------------------------------------------------------------- | ------------ | --------------- |
| Гжимайло Владислав Вікентійович | Сільський голова, 1966 року народження, освіта                            | 26.03.2006   | 31.10.2010      |
| Коваль Олег Володимирович       | Сільський голова, 1973 року народження, освіта вища, член Партії регіонів | 31.10.2010   |                 |

Примітка: таблиця складена за даними джерела